# Château de Septeuil
 (août 2016).

Le château de Septeuil est situé dans le bourg de la commune de Septeuil, dans le département des Yvelines. Le parc est traversé par le ru de Flexanville.

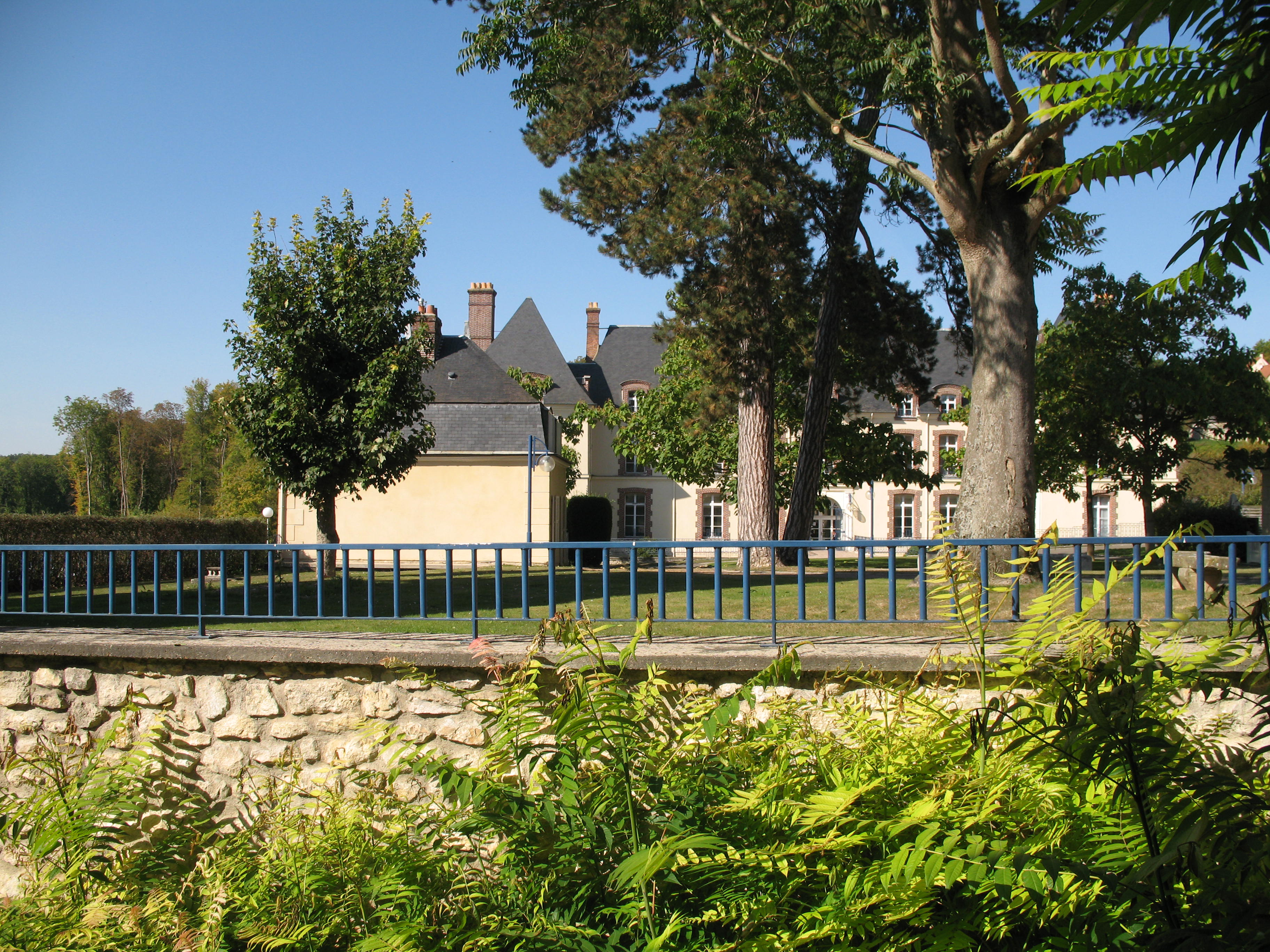
Le château de Septeuil.

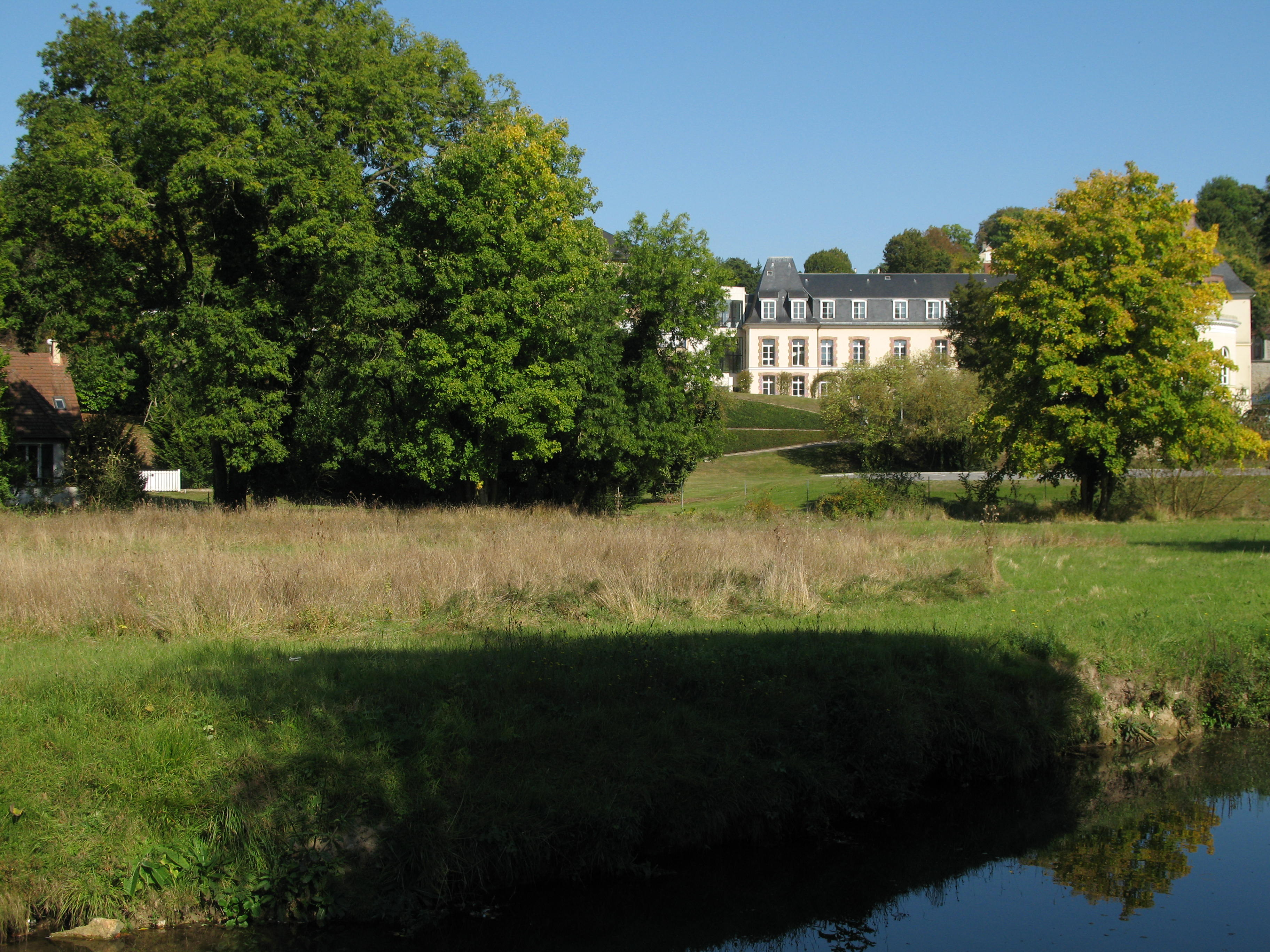
Vue du château depuis le ru de Flexanville.

## Description
Au Moyen Âge, il existait déjà un château situé derrière l’église. La construction du château actuel remonte au XVIIIe siècle. Une cour d'honneur précède un corps de bâtiment flanqué de deux pavillons 
. L'un de ceux-ci, de forme circulaire, est parfois qualifié de rotonde de musique. Au XXe siècle, l'aménagement de la maison de retraite entraîne de profondes transformations et la disparition de nombreux éléments originaux, notamment une grille en fer forgé ainsi que les fossés entourant le château et un escalier qui aurait été construit pour pouvoir y monter à cheval.
Le parc boisé et les jardins, antérieurs au château, auraient été dessinés par Le Nôtre. La superficie du parc est passée de 26 hectares, à l’origine, à 17 hectares aujourd’hui.

## Historique
Au XVIIIe siècle, le château appartient à Louis Charles de Bourbon, comte d’Eu, petit-fils de Louis XIV. En 1773, celui-ci revend ses propriétés à Louis XV, mais à la mort du roi, la transaction est annulée par Louis XVI. En 1775, à la mort du comte d’Eu, la propriété revient à son cousin, Louis Jean Marie de Bourbon, duc de Penthièvre.
En 1776, Tourteau, conseiller du roi, fait l’acquisition du château. Son fils, Louis Achille Hippolyte Tourteau de Septeuil, est aide de camp de Berthier puis soutient Lannes mourant à la bataille d'Essling. Il perdra une jambe à la guerre d’Espagne lors de la bataille de Fuentes d'Õnoro, on doit l'amputer sur le champ de bataille même. Il meurt au château de Septeuil en 1861, dix ans après sa femme, Pauline Zoé Constance Le Roy de Mondreville, amie de Pauline Bonaparte et veuve du scandaleux Paulin de Barral, seigneur d'Allevard et chambellan de Jérôme Bonaparte, roi de Westphalie. Il avait reçu dans son château la duchesse d’Angoulême et le duc de Berry.
En 1927, on y installe un préventorium et une « cure d’air et de repos ». En 1955, l’établissement est transformé en maison de retraite. Fin 2005, la résidence est scindée en deux : un établissement d'hébergement pour personnes âgées dépendantes et un foyer d'accueil médicalisé.
Le château est une dépendance de la commune de Courgent.